# (673) Edda
(673) Edda ist ein Asteroid des Hauptgürtels, der am 20. September 1908 von dem US-amerikanischen Astronomen Joel H. Metcalf in Taunton entdeckt wurde.
Benannt wurde der Asteroid nach der nordischen Mythologien-Sammlung, der Edda.